# Lopevi
Lopevi ili Lopévi je ime i za vulkan, te ime nenaseljenog otoka u vanuatskoj pokrajini Malampi. Smješten je jugoistočno od Ambryma i istočno od Paama. Otok je sedam kilometara širok, a istoimeni vulkanski vrh uzdiže se 1413 metara u visinu dominirajući središnjim arhipelagom Vanuatua. Od 1862. erumpirao je 22 puta, a zadnja erupcija bila je 2008. Otok je nekada bio naseljen, ali su se stanovnici preselili na obližnji otok Paamu ili Epi. Smješten je na mjestu gdje se Indo-australska ploča podvlači pod Tihooceansku.

## Vanjske poveznice
- Fotografije
- Domorodačka povijest otoka